# Molenheide (Zonhoven)
De Molenheide is een heidegebied nabij Termolen, een gehucht van Zonhoven in de Belgische provincie Limburg.
Het gebied van ongeveer 200 ha werd in 1954 door de gemeente Zonhoven verkocht aan het het ministerie van Landsverdediging en diende als munitiedepot en militair oefenterrein. Er werd geoefend met tanks en andere zware voertuigen. Ook werden er allerlei schuttersputjes en dergelijke gegraven. Bij één van die graafwerken werden er prehistorische werktuigen gevonden. Verder archeologisch onderzoek wees op restanten van een prehistorische jachtkamp van rendierjagers van de Ahrensburgcultuur van 10.000 jaar geleden.
Het gebied is sinds 1995 een Beschermd Cultuurhistorisch Landschap.
In 2006 werd het gebied eigendom van het Agentschap voor Natuur en Bos van de Vlaamse Overheid en werd het een deelzone van het Vlaams Natuurreservaat Teut-Ten Haagdoorn en vormt het een geheel met het aangrenzende natuurreservaat De Teut.